# Sonnettenkrans
Een sonnettenkrans is een reeks van precies vijftien sonnetten met strenge vormeisen. Van de veertien sonnetten is steeds de slotregel de beginregel van het eerstvolgende sonnet, en de slotregel van het veertiende sonnet is gelijk aan de beginregel van het eerste sonnet. Het vijftiende sonnet (het meestersonnet geheten) moet zijn samengesteld uit de beginregels (of eindregels) van de eerste veertien sonnetten in de juiste volgorde. Een reeks sonnetten over hetzelfde onderwerp wordt per abuis ook wel sonnettenkrans genoemd, maar de juiste aanduiding daarvoor is een sonnettenreeks of -cyclus. Het genre van de sonnettenkrans zou ontstaan zijn in Italië van de vijftiende eeuw, maar daar lijken geen complete sonnettenkransen van overgebleven te zijn. Volgens Giovanni Mario Crescimbeni schreef Giovanni Maria Guicciardi da Bagnacavallo in 1598 een sonnettenkrans, er is echter geen boek van Guicciardi uit dat jaar bekend. De oudste vorm die lijkt op een sonnettenkrans staat in Apologia de gli academici di Banchi di Roma contra M. Lodovico Castelvetro da Modena van Annibale Caro uit 1558. In dit boek staat een krans van negen aan elkaar gekoppelde sonnetten. Uit min of meer dezelfde tijd komt de krans van Torquato Tasso, hij heeft twaalf sonnetten aan elkaar gekoppeld. De vraag is waarom hij niet veertien sonnetten aan elkaar gekoppeld heeft. Dit sterkt het vermoeden dat de sonnettenkrans dus niet uit de vijftiende eeuw stamt, maar van later is. De oudste volledige sonnettenkrans is gepubliceerd in 1748 en is geschreven door een groep van veertien dichters ter ere van de geboorte van de ideale vrouw: Corona di rime per festeggiare il natalizio giorno di fille.

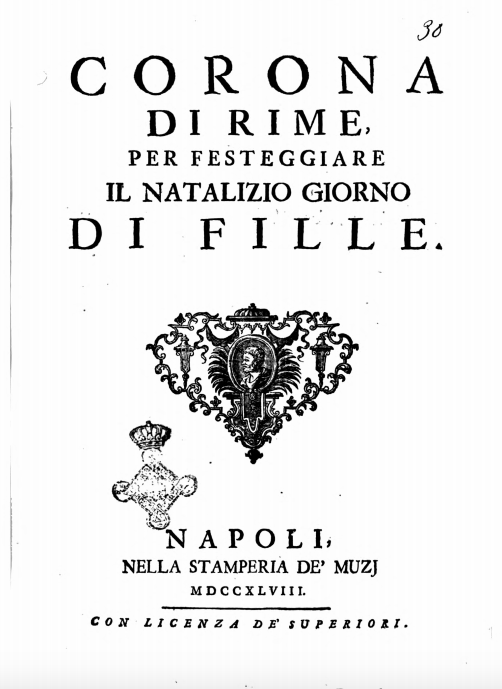
Title page of Corona di rime per festeggiare il natalizio giorno di fille from 1748

## Geschiedenis

### Tot de 20e eeuw
Als eerste sonnettenkrans in de Nederlandse literatuur wordt die van Justus de Harduwijn genoemd: De weerlijcke liefden tot Roosen-mond. Strikt genomen is dit geen krans, maar een cyclus, aangezien de sonnetten niet in elkaar gevlochten zijn en er geen sprake is van een meestersonnet. Een andere bekende cyclus (die ook wel 'krans' genoemd wordt) is de Mathilde-cyclus van Jacques Perk. De cyclus bestaat uit 72 sonnetten die het verhaal vertellen van de liefde voor Mathilde.

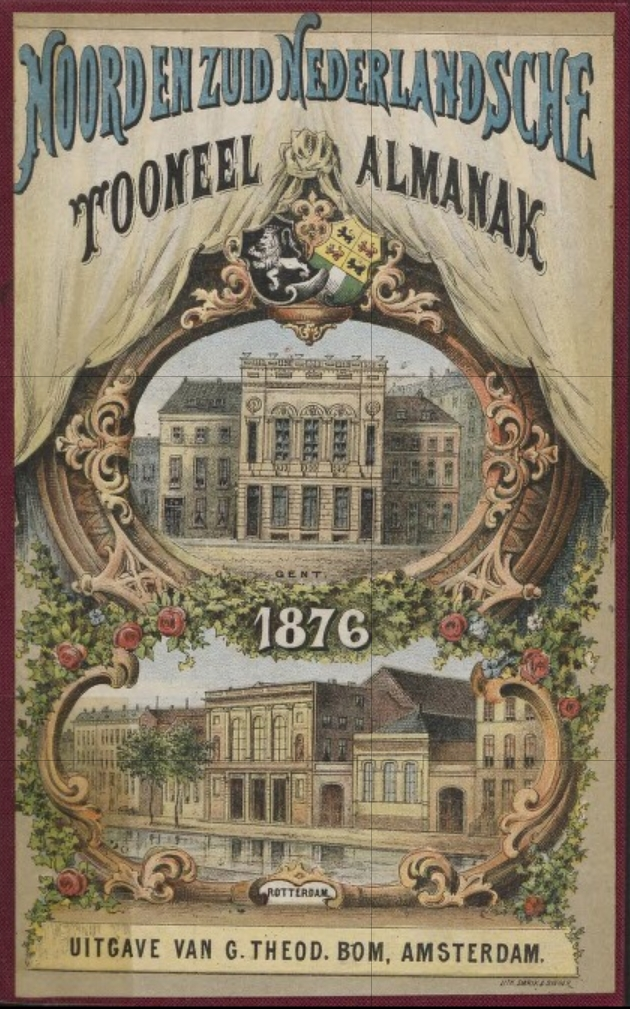
In deze almanak publiceerde Boelen de eerste Nederlandse sonnettenkrans.

In 1876 publiceerde H.Th. Boelen de eerste Nederlandse sonnettenkrans, in de Noord en Zuid Nederlandsche Tooneelalmanak van 1876 op pagina's 187-194. Hij gaf zijn krans de titel 'Saffo-fantasie'. Het meestersonnet bestaat uit de veertien slotregels:

Door de eeuwen heen ligt klaar voor veler oogen,
Wat eens 't genie deed schittren voor een volk,
Gelijk het licht, dat doordringt door de wolk,
Bij oud en jong de vreugde zal verhoogen.

Ach! Zonder kunst is ieder beeld omtogen
Als met een floers, der droefheid somb’re tolk.
De schoonste gaarde is slechts een zwarte kolk
Als niet de zon verrijst aan ’s hemels bogen.

Materie ligt bedolven onder de aard.
Is goud en diamant u alles waard,
Begraaf u dan in diepe, donkre holen.

Maar, voelt ge ’t niet, ’t worde u geopenbaard:
De zon heeft ook de schatten daar vergaard
Drong daar zelfs door, hoe diep dan ook verscholen.

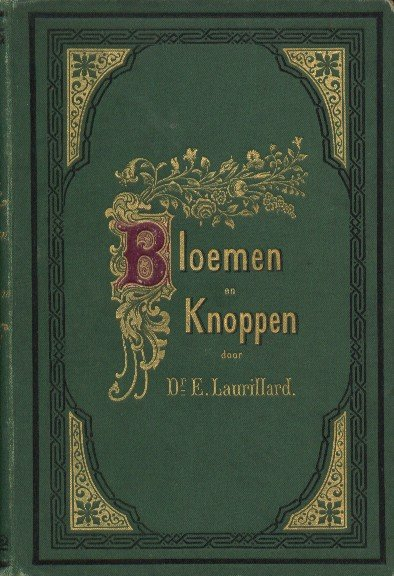
Omslag van 'Bloemen en knoppen', de dichtbundel met de tweede sonnettenkrans in het Nederlands.

De tweede echte sonnettenkrans uit de Nederlandse literatuur is van Eliza Laurillard. In zijn dichtbundel Bloemen en knoppen uit 1878 staat op de  pagina's 51-63 zijn sonnettenkrans 'Der bloemen lof'. Het meestersonnet is samengesteld uit de laatste regels van de voorgaande sonnetten en luidt als volgt: 

Der bloemen lof zij ’t lied van stem en snaren,
Een psalm voor God wordt door haar opgezonden.
Wat macht, waardoor die wonderen ontstonden!
Aanbid, o mensch! onmachtig tot verklaren.

’t Zijn kleur en geur, die in ’t gebloemt’ zich paren.
’t Woord: ‘God is Goed!’ wordt in de bloem gevonden. –
Een bloemkrans wordt door ’t kind om ’t hoofd gebonden;
De bloemenspraak is taal der liefdejaren;

De bloemen zijn ’t, die ’t schoone bruidsfeest kronen;
Zij zijn ’t, die alle feestgenot verhoogen,
Die aan de kunstgaaf sier en steun verlenen;

Ook bij de smart kan nog het bloempje wonen;
’t Wekt moed en kracht en kan de tranen drogen; – –
Kom meê naar ’t veld! – De bloemen zijn verschenen.

De derde Nederlandstalige sonnettenkrans is van Jeanne Reyneke van Stuwe. Haar bundel Impressies (1898) opent met een echte krans van vijftien sonnetten. Dit is het meestersonnet, samengesteld uit de eerste regels van de veertien voorgaande sonnetten:

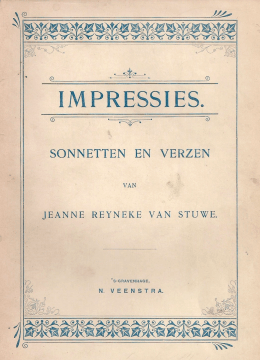
Titelpagina van de bundel met de derde Nederlandstalige sonnettenkrans

Kom, neem nu mijn hoofd in uw lieve handen,
Kom, luister naar wat ik u zeggen wil:
Toen ’t stervend kwijnd’ en dooven ging heel stil,
Hebt gij mijn levenslicht weer hel doen branden

Met laaie vlam, niet doofbaar door een gril
Van wind, die speelziek overwaait de landen…
O, lief, mijn lief, die alle angst verbande…
Die door zijn gloed verwarmde ’t stormen kil…

Ik heb u lief… ik heb u lief, mijn leven…
Blij jublend roept mijn dankbaar hart het uit.
Ik voel mijn leden in verrukking beven…

Wat of die groote heerlijkheid beduidt?
Ik voel uw kussen op mijn lippen zweven,
En in mijn ooren beeft uw stemgeluid…

### 20e eeuw
De twintigste eeuw begint met Ideaal - een sonnettenkrans van René De Clercq uit 1900. Deze bundel bestaat uit 22 sonnetten die niet op elkaar aansluiten. Ook is er geen sprake van een meestersonnet; er is dus geen sprake van een sonnettenkrans, in weerwil van de ondertitel. Nico van Suchtelen geeft zijn dichtbundel Liefde's dool de ondertitel Sonnettenkrans in vier boeken mee, maar daarmee is de bundel nog geen sonnettenkrans. Integendeel, de sonnetten zijn niet met elkaar verweven en er is ook geen meestersonnet. Agath uit 1925 van W.C. Kloot van Neukema (pseudoniem van E. du Perron heeft als ondertitel 'Een sonnettenkrans', maar is er geen. Agath bestaat uit 16 aan elkaar gekoppelde pornografische sonnetten, maar een meestersonnet ontbreekt. Karel J. van Dorp publiceert Belijdenis in 1937, voor zover bekend is dit de vierde sonnettenkrans in de Nederlandse literatuurgeschiedenis. In 1943 declameert Martien Beversluis Het Zaad voor de radio gedeclameerd met een symfonieorkest. In 1944 werd het uitgegeven in boekvorm bij Uitgeverij De Gulden Ster. Strikt genomen is dit geen echte sonnettenkrans, er is weliswaar een meestersonnet op basis van de beginregels van de veertien voorgaande sonnetten, maar deze sonnetten zijn niet met elkaar verweven.
In 1960 publiceert Frédéric Bastet de sonnettenkrans 'Koning van Rome'. In de herdruk van 1980 staat op de achterflap dat deze sonnettenkrans 'de enige die ooit in het Nederlands is geschreven', hetgeen dus onjuist is. Het nieuwjaarsgeschenk van Uitgeverij Váva van 1978-1979 was getiteld Een echte sonnettenkrans!, geschreven door Fiore del Campo. In tegenstelling tot wat de titel beweert is dit geen echte sonnettenkrans. De regels worden niet letterlijk overgenomen van het ene gedicht naar het andere, en in het meestersonnet worden de regels weer anders. Miguel Declercq wint in 1997 de Hugues C. Pernath-prijs voor zijn bundel Person@ges. Een onderdeel van deze bundel is de sonnettenkrans 'Olipodriga'; het bijzondere aan deze sonnetten is dat ze geen witregels hebben, verder voldoet deze krans aan alle eisen van een sonnettenkrans. De twintigste eeuw heeft dus drie echte sonnettenkransen opgeleverd.

### 21e eeuw
Het literair tijdschrift De Tweede Ronde plaatste in het lentenummer van 2000 een sonnettenkrans van Meindert Burger. Hij noemde deze reeks echter 'Sonnettenkroon' en het meestersonnet 'Magistraal'. Dit meestersonnet bevat het acrostichon 'jaloezie liefde'. Ook uit 2000 is de dichtbundel Elektron, muon, tau van Maria van Daalen, in deze bundel staat een soort sonnettenkrans. De krans begint met 'Sonnet 0, de eerste regels', het meestersonnet dus. Daarna volgen er veertien sonnetten die niet aan elkaar gekoppeld zijn door middel van de laatste en eerste regels, wat dat betreft is het dus geen sonnettenkrans. Bijzonder is wel dat alle sonnetten ook in het Engels vertaald zijn. De achterflaptekst zegt: 'De eerste twee reeksen (...) zijn zelfs ware sonnettenkransen, ze bijten zichzelf in de staart en vormen elk een meestersonnet.' Dit is dus niet correct, niet alleen bijten de sonnetten elkaar niet in de staart, maar de tweede reeks van de bundel bestaat uit dertien sonnetten zonder meestersonnet. De eerste reeks heeft dan nog een meestersonnet en zou een soort krans mogen heten, de tweede reeks heeft helemaal niets van een sonnettenkrans.
Huub Beurskens en Wiel Kusters publiceren Woongenot & Reisplezier in 2001 als twee sonnettenkransen (in 2006 herdrukt in de bundel In duizend kamers). In de meeste gevallen zijn de laatste regels niet gelijk aan de eerste regels, de meestersonnetten ontbreken. Er is dus geen sprake van correcte sonnettenkransen. Ilja Leonard Pfeijffer schreef in 2004 'een baggersonnettenkrans' (zoals hij het zelf noemde): Touwen. In Het grote baggerboek komt deze sonnettenkrans weer terug, maar dan als prozahoofdstuk: met de zinnen achter elkaar door geschreven en zonder witregels.
In 2008 publiceerde Frank van Pamelen een sonnettenkrans in zijn bundel IKEA en andere verzen. Het meestersonnet van deze krans heeft het acrostichon 'gisterenmorgen'. Dit woord is tevens een basaltwoord (een woord dat een interne tegenstelling heeft, in dit geval dus: gisteren t.o.v. morgen). Als alternatief boekenweekgeschenk van 2013 brachten 14 Tilburgse, 14 Nijmeegse en 14 Amsterdamse dichters drie sonnettenkransen uit als e-book: Gouden Tijden.
De Kruisweg bestaat uit veertien staties, en dat getal inspireerde Wouter Ydema in 2014 tot een sonnettenkrans. In Het Gerecht heeft iedere statie en eigen sonnet en samen vormen ze het meestersonnet over de kruisdood van Christus. Dit meestersonnet is samengesteld uit de eerste regels van de veertiende voorgaande.
Het geschenk van de poëzieweek 2015 was Giro Giro Tondo van Ilja Leonard Pfeijffer. Het is een sonnettenkrans, maar het is niet de 'in vormtechnisch opzicht niet eerder vertoonde gedichtencyclus in de Nederlandstalige literatuur', zoals de achterflaptekst vermeldt, er zijn immers eerder sonnettenkransen geschreven, ook door Ilja Leonard Pfeijffer zelf! Jaap van den Born heeft als reactie op de krans van Pfeijffer ook een sonnettenkrans geschreven: Gratis geschenk voor de poëzieweek. Deze sonnettenkrans is te vinden op de site van Het Vrije Vers. Op Het Vrije Vers zijn meer sonnettenkransen verschenen.
Het literair tijdschrift De Titaan publiceerde in het winternummer van 2016 een sonnettenkrans die door veertien individuele auteurs geschreven is. Onder hen Daan Doesborgh, Jaap van den Born, Frank van Pamelen en Peter Knipmeijer. De titel van deze krans is 'Gelukkig is het bij de buren feest’.
O.B. Kunst heeft in 2017 een hermetische sonnettenkrans geschreven: Een snor van neushaar. Ondanks dat het een echte sonnettenkrans is met rijmende sonnetten is het taalgebruik ingewikkeld. De beschreven liefdesgeschiedenis geeft zich niet snel bloot. In deze sonnettenkrans komen diverse poëtische tradities bij elkaar, de vormvaste traditie en de ingewikkelde hermetische traditie. Dit kan gezien worden als een nieuwe stap in de ontwikkeling van het sonnet en de sonnettenkrans.
In 2018, 2019, 2020 en 2021 schreven Anne-Marie Maartens en Bas Jongenelen sonnettenkransen als geschenken voor de poëzieweek: De hemel strooit zijn sterren aan de kant, Gouden ladders in de lucht, Door duizend kleurenbogen en Van Zeeuwse bodem. Deze boekjes werden in de boekwinkels in Zeeland cadeau gedaan. De eerste krans is te lezen op vijftien plexiglazen platen tussen Ellemeet en het Noordzeestrand.

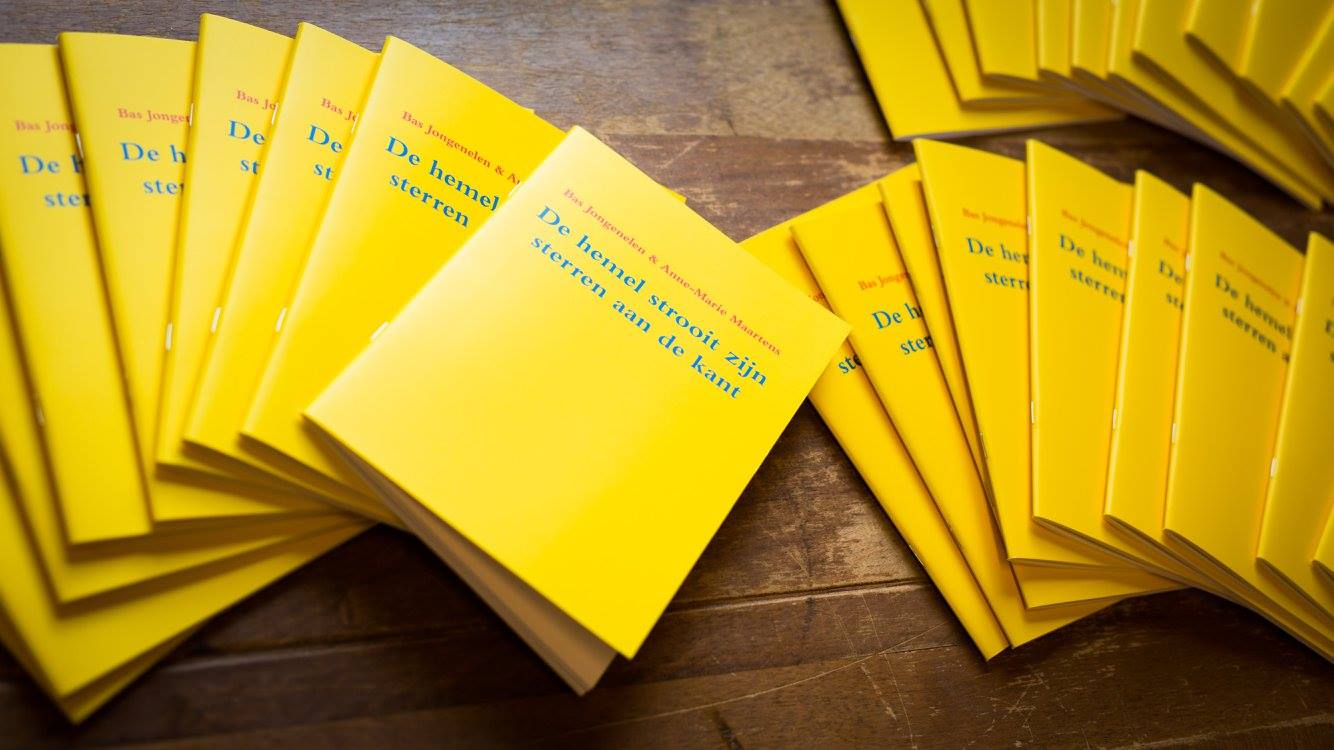
Poëzieweekgeschenk in Zeeland 2018

Hongerige Wolf (uit 2019) van Yur (pseudoniem van Jurrie Bosker (pseudoniem van R.K. Doff)) is een tweetalige bundel, ieder sonnet staat er in het Nederlands en in het Gronings. Tot en met sonnet IV is Hongerige Wolf een sonnettenkrans, daarna gaat scheef lopen. De eerst regel van sonnet V is niet precies de laatste regel van IV. In plaats van ‘Jij begrijpt het niet’, staat er ‘Ik begrijp het niet.’ Dan loopt het goed door tot en met sonnet XII. Sonnet XIII is namelijk helemaal geen sonnet, maar een gedicht van achttien regels. Sonnet XIV heeft een iets gewijzigde eerste regel (‘Ik zag Jezus’ in plaats van ‘Zag ik Jezus’). De laatste regel van sonnet XIV is niet de eerste regel van het eerste sonnet. Daarmee vormen de veertien sonnetten misschien wel een guirlande, maar geen krans. Het meestersonnet begint netjes met de eerste twee regels van sonnetten I en II, maar daarna komen er twee compleet nieuwe regels. Het meestersonnet loopt verder met enkele kleine variaties op de eerste regels verder. Al met al is deze bundel voor het grootste deel een sonnettenkrans.
In het tweede nummer van 2019 van literair tijdschrift Het liegend konijn publiceerde Evi Aarens een sonnettenkrans met als titel 'Goed falen is een hoogbegaafde daad'. De krans begint met het meestersonnet dat opgebouwd is uit de eerste regels van de sonnetten die volgen. De meeste sonnettenkransen eindigen met het meestersonnet, de aanpak van Aarens is dus niet gebruikelijk, maar valt wel degelijk onder de strenge regels van de sonnettenkrans.
'Corona' is het Latijnse woord voor 'krans', dus logisch dat er iemand in 2020, tijdens de coronapandemie een sonnettenkrans over het coronavirus schreef. Dat deed Catharina van Daalen. Het bijzondere aan haar sonnettenkrans is dat het meestersonnet het acrostichon covidnegentien bevat. Ook in 2020 schreef Frank Fabian van Keeren een sonnettenkrans over de middeleeuwen, getiteld: De middeleeuwen - Een standaardwerk, en geïllustreerd met meestal wrede middeleeuwse miniaturen. Het meestersonnet heet in deze bundel 'Samenvatting'.
Machiel Pomp publiceerde in 2022 de dichtbundel Het kind met het badwater waarin een sonnettenkrans staat: ‘papieren tissue’. Ieder sonnet bevat een acrostichon en als je die acrosticha onder elkaar zet, dan krijg je een minisonnet. Deze combinatie van sonnettenkrans en acrosticha was nog niet eerder gemaakt.
In 2023 publiceerde Jaap Bakker de bundel Een zieke is een oude trui. In deze bundel staan twee reguliere sonnettenkransen: ‘Zelfwezen’ en ‘Farce poëtica’. Ook uit 2023 is Seks, drugs & rock 'n roll - Midlife-lol in drie sonnettenkransen van Marino van Liempt, met illustraties van Leonard Hamers. Van het tricolon sex and drugs and rock 'n roll heeft ieder element zijn eigen sonnettenkrans gekregen. Als geschenk van een whiskyslijterij heeft Marino van Liempt Whiskykoning - een whiskysonnettenkrans geschreven (het is reclamemateriaal, gratis voor wie een fles whisky koopt). Ieder sonnet bespreekt een weetje over whisky: over accijns, over medicinaal gebruik, over vaten en dat soort dingen.
Of chatbots ook een sonnettenkrans kunnen schrijven, was de vraag op het weblog neerlandistiek. In eerste instantie leek het niet te lukken met ChatGPT en Google Bard. Marc van Oostendorp wist ChatGPT echter wel tot een enigszins fatsoenlijke sonnettenkrans te prompten, zij het dat rijm 'het rijm af en toe erg krakkemikkig' is.
In 2024 publiceerde Bart Adjudant in eigen beheer de sonnettenkrans Wie schrijft er tegenwoordig nog sonnetten?. Deze bundel heeft een oplage van veertig genummerde exemplaren. Het thema van deze sonnettenkrans is de schoonheid van sonnetten en dat moderne dichters vooral gedichten zonder rijm en metrum schrijven. Deze sonnettenkrans is tevens opgenomen in de in 2025 bij uitgeverij Liverse uitgebrachte bundel ‘Een vers is als een vat gedestilleerd.
Ook in 2025 publiceerde Mike Van Acoleyen via Brave New Books een sonnettenkrans, die volledig aan de regels voldoet. De bundel Nieuwpoortse Gedichten behandelt alle verschillende aspecten van de stad aan zee. De bundel wordt gepresenteerd met een tentoonstelling in de bibliotheek van Nieuwpoort, die ook grafisch werk van de dichter bevat.

## Sonnettenraam
Een bijzondere vorm van de sonnettenkrans is het sonnettenraam. Drs. P kwam met deze versie in 1984. Het sonnettenraam telt zestien sonnetten; het eerste sonnet bestaat uit de beginregels van de volgende veertien sonnetten; het zestiende sonnet bestaat uit de eindregels van die veertien sonnetten. De veertien tussenliggende sonnetten zijn niet met elkaar verweven zoals bij een sonnettenkrans. Ko de Laat heeft een beknopte biografie van de wielrenner Giancarlo Perini geschreven in een sonnettenraam.

## Sonnettenkransenkrans
In 1828 publiceerde Ludwig Bechstein zijn bundel Sonettenkränze. Deze bundel bestaat uit veertien sonnettenkransen. Helaas was Bechstein niet op het idee gekomen om deze sonnettenkransen aan elkaar te koppelen tot een sonnettenkransenkrans. Een sonnettenkransenkrans bestaat uit veertien sonnettenkransen waarvan de meestersonnetten samen ook weer een sonnettenkrans vormen. De eindregels van de meestersonnetten vormen ook weer een sonnet (het grootmeestersonnet). Een sonnettenkransenkrans bestaat uit 196 in elkaar gevlochten sonnetten die veertien meestersonnetten en daarmee één grootmeestersonnet vormen; in totaal dus 211 sonnetten.
In 2016 slaagden Martijn Neggers en Bas Jongenelen erin om een sonnettenkransenkrans in het Nederlands samen te stellen. Het werk, met als titel Een kruisweg van alledaags leed, verscheen in boekvorm en als poster. Zo'n vijftig dichters verleenden er hun medewerking aan, waaronder Frank van Pamelen, Jaap van den Born en Peter Knipmeijer. De ondertitel van de sonnettenkransenkrans is De eerste sonnettenkransenkrans in de geschiedenis van de wereldliteratuur. Deze stelling is echter onhoudbaar, in andere talen waren al eerder sonnettenkransenkransen verschenen. Wel is het de eerste sonnettenkransenkrans in de Nederlandse literatuur.
In andere talen waren al eerder sonnettenkransenkransen verschenen, zoals in het Sloveens. De oudste sonnettenkransenkrans is waarschijnlijk Sonetni venec sonetnih vencev van Mitja Šarabon uit 1971. Uit 1994 is Sla sponina van Janko Moder. Milan Batista publiceerde in 1998 Veliki sonetni venec, en Valentin Cundrič heeft in datzelfde jaar maar liefst acht sonnettenkransenkransen gepubliceerd. Een ervan heeft hij in eigen beheer uitgegeven: Pamtivid (de tekst staat ook online). De zeven andere staan in zijn boek Slovenska knjiga mrtvih. Twee van deze kransen zijn ook online te vinden: Molitvenik peščeni en Terjatve. Deze Sloveense kransenkransen hebben echter geen meestersonnetten en grootmeestersonnetten, de lezer zou deze zelf in elkaar moeten kunnen puzzelen. Anton Gričnik bracht in 2005 een ietwat vreemde sonnettenkransenkrans uit: Hvalnica Življenju. Het zijn 211 sonnetten, opgebouwd uit veertien sonnettenkransen, maar de veertien meestersonnetten zijn niet aan elkaar gekoppeld. De laatste regel van het eerste meestersonnet is niet de eerste regel van het tweede meestersonnet. Er is dus geen krans van meestersonnetten en daarmee is dit boek geen net volledige sonnettenkransenkrans.
De Russische literatuur heeft ook een behoorlijke traditie van sonnettenkransenkransen. Vladimir Germanovich Vasilyev schreef in 1987 zijn sonnettenkransenkrans Мир, maar hij kreeg deze niet als boek gepubliceerd, sinds 2016 staat hij wel op internet. Anatoly Martynov publiceerde in 1996 Благовест, in 2010 kwam Arkady Alferov met Корона венков сонетов en in 2011 publiceerden Sergey Don Тебе, мой город, en Elin Grigory Yakovlevich Колокол Герцелойды, Izyaslav Kotlyarov bracht in 2001 Земля простит, но не прощает небо en in 2015 Ещё за далью и за высотой uit. Maar niet van iedere kransenkrans is te achterhalen wanneer hij gepubliceerd is, van Vladimir Ostapenko’s twee kransenkransen Отшельник en Монолог bijvoorbeeld. Of van Leo Himmelsohn’s Корона жизни – Око. Ook Mark Polykovsky’s Волшебство сна is ongedateerd, net als Метаморфозы van Sluka Alexander Yaroslavovich, Мировоззре́ние Ми́стика van Igor Morozov, При све́те – Не уснуть van Ananyin Valery Zosimovich, en Моя Мифологики van Alexander Chetverkin.
De Braziliaanse dichter Paulo Camelo publiceerde in eigen beheer in 2002 Coroas de uma coroa, in 2020 Mulheres, mulheres Zijn grootmeestersonnet (door hem 'soneto base' genoemd) is tevens het eerste sonnet van de eerste krans, zodat zijn kransenkrans als het ware uitwaaiert vanuit dat eerste sonnet, technisch gezien is er echter geen verschil met een normale sonnettenkransenkrans. In 2024 publiceerd hij Via Crucis, waarvan het grootmeestersonnet (soneto base) het laatste sonnet van de laatste krans is. Joedson Adriano da Silva Santos is ook een Braziliaanse dichter die sonnettenkransenkransen geschreven heeft. Alcides heet zijn kransenkrans en het gaat over de twaalf werken van Hercules. Voor zover bekend is dit dichtwerk niet in boekvorm uitgegeven, maar wel als poster. Diezelfde Joedson (hij publiceert zijn gedichten onder zijn voornaam) kwam in 2018 met het boek Alcides. In dit boek is staan diverse sonnettenkransen en drie complete sonnettenkransenkransen: 'Teoria e Práxis', 'Parerga e Paralipomena' en 'Dodecatlo'. Die laatste kransenkrans is gelijk aan de Alcides die Joedson als poster heeft gepubliceerd.
Wit-Rusland kent ook diverse sonnettenkransenkransen: in 2015 publiceerde Sophia Nikolaevna Shah Мару стаць я мастаком. Het bijzondere aan deze sonnettenkransenkrans is dat het een kinderboek is, voor zover bekend is dit de eerste sonnettenkransenkrans als kinderboek. Shah publiceerde ook de sonnettenkransenkransen Адухаўленне (2000), Прысвячэнне (2001), Прызначэнне (2002), Увасабленне (2003), Спасціжэнне (2004), Азарычы (2007) en Каб тое выказаць… (2015).
Sinds 2021 kent het Engels taalgebied ook een sonnettenkransenkrans: Requiem - In memory of all that should have been. van Daniel Ståhl. Eigenlijk zijn het geen echte sonnettenkransen die in deze bundel staan, omdat de sonnetten niet onderling aan elkaar gekoppeld zijn. Een krans bestaat in deze bundel uit veertien losstaande sonnetten plus een vijftiende sonnet dat bestaat uit de eerste regels van de veertien voorgaande sonnetten. Zo is ook de krans van de meestersonnetten opgebouwd; de meestersonnetten zijn niet aan elkaar gekoppeld. 
Hilde van Beek en Bas Jongenelen stelden in 2018 een sonnettenkransenkrans samen op basis van de veertien hoofdlijnen van de Nederlandse geschiedeniscanon (gemaakt onder voorzitterschap van Frits van Oostrom). Iedere hoofdlijn heeft een krans gekregen. In totaal schreven dertig dichters mee aan deze bundel, getiteld vaderlandse geschiedenis. Anne-Marie Maartens en Bas Jongenelen schreven in 2019 met 41 andere dichters de sonnettenkransenkrans De liefde: een met gif gevulde beker. In deze bundel spelen beroemde liefdeskoppels (zoals Romeo & Julia, Tarzan & Jane en Donald Trump & Stormy Daniels) de hoofdrol. In 2020 stelde Bas Jongenelen met 34 dichters de sonnettenkransenkrans Problemen, dingen, zooi en tribulaties samen. Het thema van deze sonnettenkransenkrans is bureaucratie en middenmanagement. Marino van Liempt en Bas Jongenelen publiceerden met 42 andere dichters in 2021 sportsonnetten - een sportsonnettenkransenkrans. In ieder sonnet staat een sporter centraal, behalve in de 14 meestersonnetten en het grootmeestersonnet, die sonnetten gaan over sport in het algemeen.
Olax is de eerste Nederlandse dichter die in zijn eentje sonnettenkransenkransen schrijft. Tot 2023 heeft hij er elf geschreven. De eerste heeft hij onder de titel De argumenten liegen er niet om uitgegeven bij Uitgeverij De Bozige Bui. De sonnetten zijn shakespeariaans, hetgeen zeggen wil dat ze bestaan uit drie kwatrijnen met gekruist rijm en een distichon met gepaard rijm. De daaropvolgende titels zijn  't Is egoïstisch, maar 't is mooi geweest, Ik maak er gauw een eind aan, en ik kom, Met rasse schreden naar het laatste feest, Zo feestend leef ik naar het einde toe, De dood wacht slechts op wie er op hem wacht, Gedichtje voor het slapen, ik ben moe, Een mantra die ik zelf niet heb bedacht, Wat ik zelf heb bedacht, is zelden waar, Komt waarheid, komt de leugen in de knel, Niet langer wil ik wachten; ik ben klaar en Geluk, gelijk, geloof, geleden tijd,  en zijn ook uitgegeven bij De Bozige Bui. De bundel Komt waarheid, komt de leugen in de knel is een hervertelling van het kinderboek Koning van Katoren van Jan Terlouw. Koning van Katoren heeft 14 hoofdstukken en Olax volgt deze structuur in zijn sonnettenkransenkrans. Wat ik zelf heb bedacht, is zelden waar is, behalve een sonnettenkransenkrans, ook een gamebook.
Evi Aarens is, na Olax, de tweede individuele dichter die een Nederlandstalige sonnettenkransenkrans schreef. In 2021 publiceerde zij Disoriëntaties, een sonnettenkransenkrans waarin zij een soort geschiedenis van de mensheid vermengt met de eigen verbeelding. In de sonnetten zijn veel associatieve verwijzingen naar andere literaire werken en personages, zoals naar Orpheus, Brandaan en Don Quichot. De derde individuele dichter met een sonnettenkransenkrans op zijn naam is Machiel Pomp. Hij publiceerde in 2023 de bundel Het leven is unfazed. Ieder sonnet bestaat uit 4 strofen van 3 en 1 strofe van 2 regels, een vorm waarin nog niet eerder een sonnettenkransenkrans is gepubliceerd.

## Sonnettenmatrix
Peter Knipmeijer bedacht de sonnettenmatrix: veertien sonnetten naast elkaar waarvan de horizontale regels ook weer veertien sonnetten vormen. Alle veertien eerste regels vormen samen een sonnet, alle veertien tweede regels vormen samen een sonnet, et cetera. Er wordt zelfs ook nog een diagonaal sonnet gevormd: van de eerste regel van het eerste sonnet, via de tweede regel van het tweede sonnet net zo lang door tot en met de veertiende regel van het veertiende sonnet. Knipmeijer heeft zelf geen sonnettenmatrix geschreven, maar Bas Jongenelen wel: Frituur is voor tevredenen of legen. Deze matrix is als papieren rol in een pvc-ring uitgegeven door Geroosterde Hond in 2017.

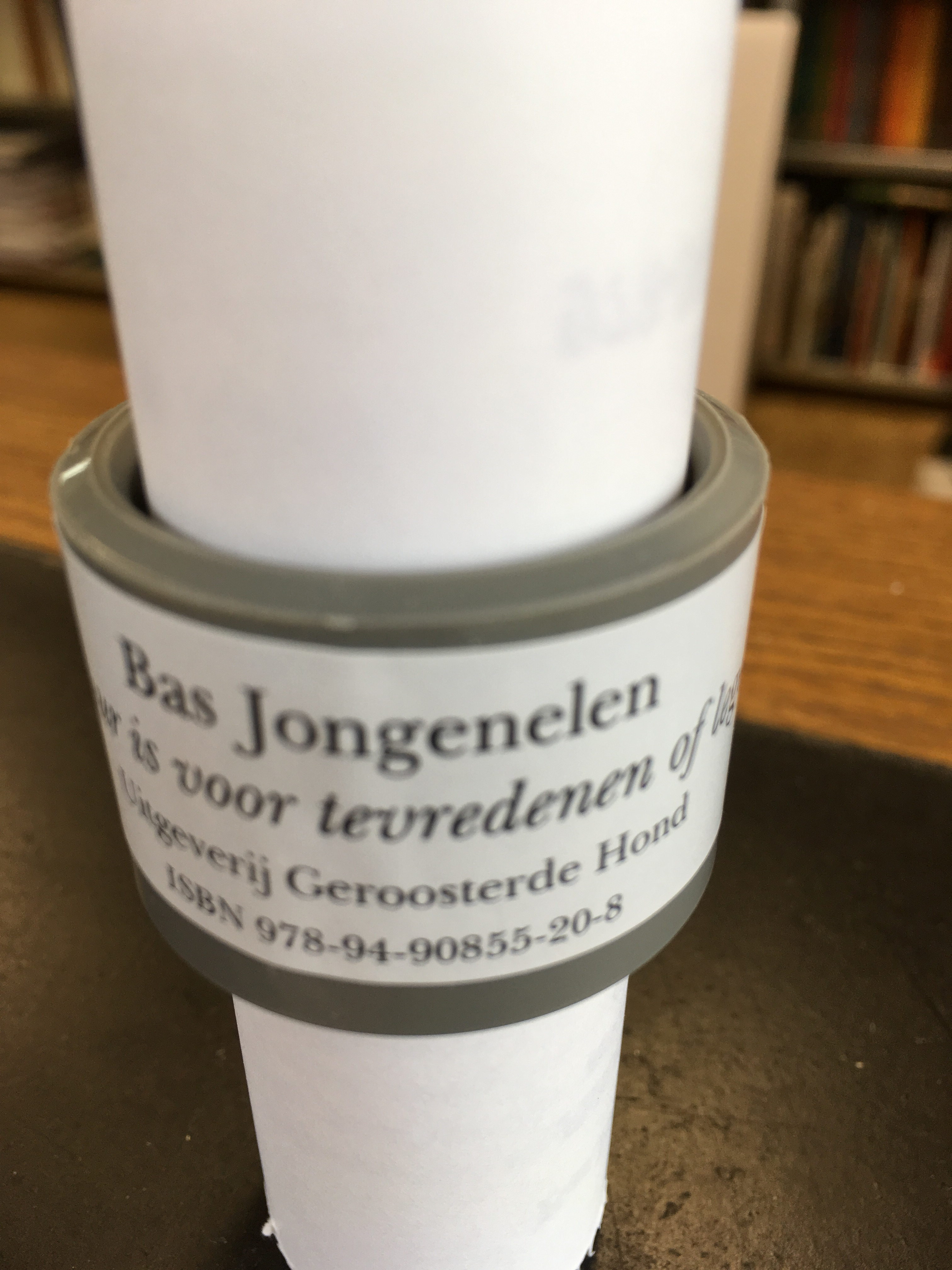
Frituur is voor tevredenen of legen van Bas Jongenelen

## Sonnettengenerator
In 1961 publiceerde Raymond Queneau Cent mille milliards de poèmes, een boek met strookjes waarop dichtregels gedrukt waren. Door te bladeren tussen de strookjes kun je zelf je sonnetten samenstellen. Queneau kon in 1961 geen elektronische generator maken, maar dat hebben Belgische wiskundigen in 2020 wel gedaan met zijn sonnetten. Pieter Breman maakte er zijn sonnettengenerator in 2017, Olax bouwde een iets andere sonnettengenerator in 2020.